# Рік Спрингфілд
Рік Спрингфілд (англ. Rick Springfield; 23 серпня 1949, Сідней, Австралія), справжнє ім'я Річард Спрингторп (англ. Richard Springthorpe) — вокаліст, гітарист, композитор, автор текстів, продюсер.

## Біографія
Син офіцера, Рік на початку 1960-х років з родиною мешкав в Англії, де й зацікавився музикою. Повернувшись до Австралії, він грав на гітарі та фортепіано у клубній формації в Мельбурні, а 1964 року став гітаристом аматорського гурту The Jordy Boys. Наприкінці 1960-х і на початку 1970-х років Спрингфілд входив до складу відомих австралійських гуртів, таких як Rock House, MPD Band та Zoot.
З останнім він створив кілька хітів, серед яких найбільшу популярність здобула його власна композиція "Speak To The Sky".
1972 року музикант перебрався до США, де з нього почали робити ідола підлітків. Нова версія "Speak То The Sky" того ж року потрапила до американського Тор 20, проте подальшій кар'єрі Спрингфілда цілих два роки заважали суперечки з приводу контракту, які остаточно вирішились на користь фірми "Chelsea" Beca Фарелла. На альбомі "Wait For The Night", яким співак дебютував на новій фірмі, Спрингфілду підігравали музиканти з ритмічної секції гурту Елтона Джона: Ді Меррей (Dee Murray) - бас та Найджел Олссон (Nigel Olsson) — ударні. Однак незабаром, після запису платівки, фірма "Chelsea" збанкрутувала, а Спрингфілд зайнявся акторською кар'єрою, виступаючи в епізодах фільмів "The Rockford Files", "Wonder Woman", а також у головній ролі в телевізійному серіалі "General Hospital", яка принесла йому успіх.
Популярність у кінематографі принесла Ріку 1980 року контракт з фірмою "RCA", а разом з цим і серію з хіт-синглів "Jessie's Girl", "I've Done Everything For You", "Don't Talk To Strangers", "Affair Of The Heart" та "Human Touch".
1984 року Спрингфілд знявся у ролі рок-зірки у музичній комедії режисера Ларрі Пірса "Hard To Hold". З цього фільму походив популярний хіт "Love Somebody". 1985 року на топ-аркуші потрапило перевидання твору "Bruce" (оригінал 1978 року), у якому розповідалось про наслідки плутанини стосовно прізвищ Ріка Спрингфілда та Брюса Спрингстіна. Наступні альбоми Спрингфілда були популярними, як у Британії, так і США.
Як актор узяв участь у понад 40 кінофільмах і телесеріалах («Жива мішень», «Поліція Гаваїв», «Головний госпіталь», «Справжній детектив та інші), з 2016 року знімається в ролі Люцифера в популярному американському телесеріалі «Надприродне».

## Дискографія
- 1972: Rick Springfield (або "Beginnings")
- 1974: Comic Book Hero
- 1976: Wait For The Night
- 1978: Beautiful Feelings
- 1981: Working Class Dog
- 1982: Success Hasn't Spoiled Me Yet
- 1983: Living In Oz
- 1984: Hard To Hold (soundtrack)
- 1985: Tao
- 1988: Rock Of Life
- 1990: Greatest Hits
- 1997: Best Of Rick Springfield
- 1997: Rick Springfield

### Zoot
- 1969: Zoot Just Zoot
- 1970: Zoot Out
- 1980: Zoot Locker - The Best Of Zoot 1968-1971